# Serica inexspectata
Serica inexspectata är en skalbaggsart som beskrevs av Kontkanen 1956. Serica inexspectata ingår i släktet Serica och familjen Melolonthidae. Inga underarter finns listade i Catalogue of Life.